# Рідковичі
Рідковичі —  один з районів малоповерхової садибної забудови міста Мостиська (колишнє приміське село) на правому березі річки Січна, відділений від міста Окружною дорогою.

## Історія
У 1880 р. село Рідковичі належало до Мостиського повіту Королівства Галичини та Володимирії Австро-Угорської імперії, в селі було 36 будинків і 193 жителі, з них 1 греко-католик, 177 римо-католиків, 15 юдеїв.
На 01.01.1939 в селі було 240 мешканців, з них 230 поляків і 10 євреїв. Село входило до ґміни Мосьціска Мостиського повіту Львівського воєводства Польської республіки. Після анексії СРСР Західної України в 1939 році село включене до Мостиського району Дрогобицької області.